# Elswick, Tyne and Wear
Elswick är en stadsdel i Newcastle upon Tyne, i distriktet Newcastle upon Tyne, i grevskapet Tyne and Wear, i England. Stadsdelen hade 16 126 invånare år 2021. Elswick var en civil parish 1866–1914 när blev den en del av Newcastle upon Tyne. Civil parish hade 58 352 invånare år 1911.